# Ceraspis hispida
Ceraspis hispida är en skalbaggsart som beskrevs av Bates 1887. Ceraspis hispida ingår i släktet Ceraspis och familjen Melolonthidae. Inga underarter finns listade i Catalogue of Life.